# 姆韦尼·马塔帕王国
姆韦尼·马塔帕王国，又称穆塔帕帝国，是津巴布韦歷史上的一個王国，該國領土一度西起卡拉哈里沙漠，東至莫桑比克印度洋，北起赞比西河，南至林波波河。該國首都一度位於大津巴布韦。該國建立於15世纪初叶。17世纪30年代，該國一度被葡萄牙控制。1917年，姆韦尼·马塔帕的酋长被葡萄牙人杀害，王朝徹底覆滅。